# Leptosiaphos ianthinoxantha
Leptosiaphos ianthinoxantha là một loài thằn lằn trong họ Scincidae. Loài này được Böhme mô tả khoa học đầu tiên năm 1975.